# Sucre
Sucre, grad koji se kroz povijest nazivao Charchas, La Plata i Chuquisaca, je službeno glavni grad Bolivije (iako vlada zasjeda u La Pazu) i bolivijskog departmana Chuquisaca. Povijest Sucrea kao glavnog grada je povijest Bolivije u malome, te sažima vrijeme od osnutka do danas.
Prva prijestolnica Bolivije je upisana na UNESCO-ov popis mjesta svjetske baštine u Amerikama 1991. godine kao "primjer dobro sačuvanog španjolskog kolonijalnog grada iz 16. stoljeća gdje su Španjolci podigli renesansne crkve i palače spajajući lokalnu graditeljsku tradiciju i europske stilove.

## Zemljopis
Grad se smjestio na visini od 2.850 metara pa zbog svog položaja ima umjerenu klimu. Nalazi se u južnom dijelu središta države u provinciji Oropeza departmana Chuquisaca. Smjestio se na prekretnici amazonskog slijeva (rijeke Chico i Grande) sa slijevom La Plate (rijeke Cachimayu i Pilchomayo).

## Povijest
Španjolska ekspedicija iz Cuzca dobila je nalog od Pizarra da se osnuje novi grad koji bi bio polazište idućih ekspedicija za El Doradom. Dana 29. rujna 1538. grad je osnovan pod imenom Ciudad de la Plata de la Nueva Toledo, a osnovao ga je markiz od Campo Redondoa Pedro de Anzures. Charca indijanci koji su živjeli na ovome mjestu nisu pružali otpor španjolskim kolonizatorima.
Tijekom kolonijalnog razdoblja ovaj je grad dobio na važnosti zbog blizine rudnika Porco i Potosi. God. 1555. tadašnja La Plata postaje Kraljevskim slobodnim gradom dekretom kralja Karla V. Grad je nagrađen Križom sv. Andrije koji će poslije postati zastavom, a uvršten je i na gradski grb.
Do osamnaestog stoljeća, grad La Plata je pravosudni centar, kulturno i vjersko središte regije koje se kasnije seli u Limu. Za Sucre se govori da je to bio prvi grad u Južnoj Americi koji je u pravom značenju i bio grad za razliku od indijanskih gradova koji su više sličili na oveća sela.

### Doba republike
Između 1804. i 1814. kada Napoleon Bonaparte preuzima vlast u Španjolskoj dižu se bune u Sucreu pod vodstvom braće Zudañez i studentskog pokreta koji je za temelj imao Francusku revoluciju i njezine tečevine slobode, jednakosti i bratstva što je Sucre učinilo prvim gradom u Južnoj Americi koji se 1809. pobunio protiv španjolske kolonijalne uprave. Kada su shvatili da njihova kolonija nije više jaka kao prije pošli su putem emancipacije. Nakon što su braća Zudañez uhićena s optužbom za pokušaj svrgavanja kralja došlo je do velikih pobuna pa su braća puštena na slobodu, a lokalni upravnik je odstupio s vlasti. Istog dana se donosi dokument Revolucija Chuquisaca koja označava "prvi krik za slobodom u Južnoj Americi".

### Glavni grad
Dana 5. kolovoza 1825. Bolivija postaje neovisna država od španjolske krune, a mir se potpisiva u La Plati u Kući slobode (Casa de La Libertad). Godinu dana kasnije Sucre i službeno postaje glavnim gradom Bolivije i ima oko 12 000
stanovnika. 1839. grad se preimenuje u Sucre u čast revolucionarnom heroju i čovjeku koji je jedan od najzaslužnijih za bolivijsku neovisnost, Antoniu José de Sucreu.
Krajem 19. stoljeća grad se razvija i modernizira gradnjom pruge Oruro i Antofagasta (Čile) što dovodi do još veće važnosti grada.

### Građanski rat 1898. – 1899.
Građanski rat se vodio između dvije pokrajine za prevlast u državi, pokrajine srebra kojoj je sjedište bio Sucre i pokrajine kositra kojoj je sjedište bio La Paz. Nijedna strana nije imala nekih velikih vojnih postignuća pa je dogovoren kompromis. La Paz postaje sjedište Vlade, a Sucre Vrhovnog suda.

### Urbanizam i plan Bohana
27. ožujka 1948. grad je pogodio katastrofalan potres pa je osnovana Komisija za izgradnju čiji je cilj bio obnoviti Sucre. Grad je pomno planski osmišljen te je sagrađena gradska mreža velikih cesta koje se sjeku pod pravim kutom.
Plan Bohana bio je plan da se grad dodatno osnaži povezivanjem s drugim mjestima u državi i na kontinentu što je tek slabo učinjeno. 
Godine 1991. Sucre se našao na UNESCO-ovom popisu kao svjetska baština i otada grad posjećuju mase turista koji ostaju očarani starim dijelom grada koji nije razoren u potresu.

## Teritorijalni ustroj
Grad je podijenljen na osam općina. Pet od tih osam općina su gradske četvrti, a ostale tri su ruralna područja grada. 
Svakom od tih općina upravlja podgradonačelnik (Subalcalde)

## Grad četiri imena
Ovo je nadimak grada koji se odnosi na tri povijesna imena grada (koji još uključuje i današnji naziv):
- Charchas je izvorni naziv grada lokalnih indijanaca

- La Plata je dugo bio naziv grada, i tim se nazivom isticala španjolska vlast u gradu

- Chuquisaca je bio naziv grada u doba borbe za nezavisnost od Španjolske

- Sucre je današnji naziv, a ime je dobio po Antoniu José de Sucreu 9. prosinca 1824.

## Znamenitosti

### Svjetska baština
Grad ima mnoge lijepe vjerske i svjetovne građevine iz kolonijalnog razdoblja od kojih su najznačajnije:
- Upravni sud, kojeg je 1559. god. osnovao Filip II., španjolski kralj, imao je ovlast nad današnjim Paragvajom, jugoistočnim Peruom i većim dijelom današnje Bolivije.
- Crkva, osnovana 1552., će postati biskupijom, a kasnije glavnom nadbiskupijom u Boliviji (1609.)
- Sveučilište sv. Franje, osnovano 1624., jedno od najstarijih u Južnoj Americi i Sjevernoj Americi.
- Kuća slobode (Casa de La Libertad), izgrađena 1621., značajna je po tome što je u njoj potpisana Bolivijska neovisnost i što je u njoj napisan Bolivijski ustav čiji je autor Simón Bolívar Vjerojatno najvažnija zgrada u Bolivijskoj povijesti.
- Nacionalna knjižnica (Biblioteca La Nacional), izgrađena iste godine kada je Bolivija postala republika, središte je povijesnih, bibliografskih i dokumentacijskih dokumenata u državi. Sadrži dokumente iz 15. stoljeća.
- Metropolitanska katedrala (Catedral La Metropolitana), izgrađena između 1559. i 1712., posjeduje ogromnu količinu nakita od zlata, srebra i dragog kamenja. Muzej katedrale (Museo Catedraliceo) je prvi i najvažniji vjerski muzej u zemlji, a njegova Pinacoteca posjeduje veliku kolekciju slika kolonijalnih i republikanskih majstora iz Europe, kao što su Bitti, Fourchaudt i Van Dyck.
- Nadbiskupski dvor (El Palacio Arzobispal), izgrađen 1609., je sjedište vjerskog života Bolivije.

### Ostale znamenitosti
Jedna od ostalih poznatih atrakcija grada je paleontološki park koji se nalazi na rubu grada iz razdoblja krede.
To mjesto se naziva Cal Orko i nalazište je fosilnih ostataka raznih dinosaura. Vide se i otisci titanosaura koji je bio velik 25 metara.
Gastronomija grada ima mnoga tradicionaalna jela kao što su chorizo Chuquisaca, c'kocko piletina, tripice Chuquisaca, kikiriki i mnoge druge delicije.

## Šport
U gradu postoje mnogi klubovi od nogometa pa sve do tenisa, plivanja, odbojke, motociklizma i ostalih.
Njihov gradski nogometni klub Universitario de Sucre natječe se u nacionalnoj nogometnoj ligi čiji je prvak bio 2008. godine. Sucre je poznat kao centar bolivijskog automobilizma te oko grada imaju razne staze namijenjene ovom sportu.

## Zbratimljeni gradovi
| - Ambato, Ekvador - Cardiff, UK - Huaura, Peru - La Plata, Argentina - New York City, SAD | - San Salvador de Juyuj, Argentina - Tunja, Kolumbija - Quito, Ekvador - Ushuaia, Argentina |

## Galerija
- Sucre
- Trg de Armas s katedralom u pozadini
- Upravni sud
- Palača prefekrure
- Kazalište Gran Mariscal